# عيسى دمير
عيسى دمير (بالتركية: İsa Demir)‏ (10 أغسطس 1985 بسودرتاليا في السويد - ) هو لاعب كرة قدم تركي في مركز الدفاع. لعب مع بولو سبور ونادي آسيريسكا ونادي سيريانسكا ونادي فارنامو ونادي إسكلستونا.

## وصلات خارجية
- عيسى دمير على موقع الاتحاد الأوربي (الإنجليزية)
- عيسى دمير على موقع اتحاد السويد (السويدية)
- عيسى دمير على موقع اتحاد تركيا (لاعب) (الإنجليزية)
- عيسى دمير على موقع قاعدة بيانات كرة القدم.إي يو (الإنجليزية)
- عيسى دمير على موقع Soccerway.com (الإنجليزية)
- عيسى دمير على موقع عالم كرة القدم.نت (الإنجليزية)